# أوليغ تيموفييف
أوليغ تيموفييف (بالإنجليزية: Oleg Timofeyev)‏‏ (12 يناير 1963 في موسكو - ) عالم موسيقى، وعازف قيثارة، وعازف آلة وترية، وعازف الإيتار الكلاسيكي من الولايات المتحدة.